# Tavorite
La tavorite è un minerale appartenente al gruppo dell'ambligonite.